# 松平清定 (安土桃山時代)
松平 清定（まつだいら きよさだ、天正13年（1585年） - 慶長10年2月11日（1605年3月30日））は安土桃山時代から江戸時代前期の武将。徳川氏の家臣。竹谷松平家の分家の登之助家の祖。通称は内記、登之助。
松平清宗の次男。母は松平好景の娘。妻は松平家信の養女（松平康忠の娘）。子に松平清信がいる。
慶長年間に徳川家康・徳川秀忠の小姓となる。慶長5年（1600年）の関ヶ原の戦いの時には兄・家清と共に清洲城の守備を行い、犬山城の受け取りを担当した。慶長6年（1601年）2月、兄・家清が三河国吉田に移封されると、そのうち3200石の所領を与えられた。慶長10年（1605年）2月11日、21歳で死去。法名は全桃。